# Буроголовая инезия
Буроголовая инезия (лат. Inezia subflava) — вид воробьиных птиц из семейства тиранновых. Выделяют два подвида.

## Распространение
Обитают в Боливии, Бразилии, Колумбии и Венесуэле. Обитают в зарослях по берегам ручьев и рек, в густых заболоченных лесах.

## Описание
Длина тела 12 см, вес 7—8 г. У представителей номинативного подвида вокруг глаза имеется широкое белое кольцо, а также надлобная область, простирающаяся вперед до ноздрей (заметные «очки»).

## Биология
Питаются насекомыми. Активно кормятся в парах. Обнаруженное в Бразилии гнездо имело форму простой чаши.

## Охранный статус
МСОП присвоил виду охранный статус LC.